# وليد حسين
وليد حسين مواليد 15 مايو 1992، لاعب كرة قدم إماراتي يجيد اللعب في الوسط مع نادي خورفكان .

## مسيرة اللاعب
لعب مع النادي الأهلي و نادي الفجيرة ونادي شباب الأهلي ونادي الإمارات ونادي الوحدة ونادي خورفكان.

## روابط خارجية
- وليد حسين على موقع قاعدة بيانات كرة القدم.إي يو (الإنجليزية)
- وليد حسين على موقع Soccerway.com (الإنجليزية)
- وليد حسين على موقع عالم كرة القدم.نت (الإنجليزية)